# Copelatus freudei
Copelatus freudei är en skalbaggsart som beskrevs av Guignot 1955. Copelatus freudei ingår i släktet Copelatus och familjen dykare. Inga underarter finns listade i Catalogue of Life.